# 王大任 (1911年)
王大任（1911年12月9日—1991年10月3日），名雲祚。遼寧省遼陽縣城北野老鸛灘村人。民國37年（1948年）在工會東北區當選第一屆立法委員。

## 生平
國立東北大學文學士
國立政大黨人班
革命實踐研究院建黨會國防研究院第二期畢業
革命實踐研究院國家建設研究班第三期主任秘書
遼北省政府委員
美國太平洋大學名譽文學博士
中國國民黨中央黨部編纂、視導
侍從室同上校組員
中國國民黨遼寧省黨部委員、省政府參事、農工會主委
革命實踐研究院講座、主秘、分院副主任、國防研究院專任講座
韓國研究所長、中央警官學校碩士班教授
中華日報、中國廣播公司、正中書局常務董事
中國國民黨第九、十一、十二屆全國代表大會代表
第二、三屆世界詩人大會中國代表團副團長、第四、五、六、七、八、九、十屆團長
國際桂冠詩人美國法界大學董事
中國國民黨中央黨務顧問
行政院文建會文藝委員
教育部訓育委員獎學金董事委員
《東北文獻》季刊發行人
革命實踐研究院十一期結業
革命實踐研究院建黨問題研究會結業
國防研究院第二期結業
國防研究院戰地政務研究會十期結業
國立政治大學教授
中國文化學院教授
中央組織部編纂社會部編纂委員長
中央組織部編纂社會部侍從室簡任組員
經濟部專門委員
遼寧省政府參事
中國國民黨遼寧省黨部委員
立法院教育委員會召集委員
中國國民黨立法委員黨部委員
立法案中央政策委員會教育委員會召集委員
立法院中央政策委員會公報指導委員會召集委員
革命實踐研究院分院副主任
革命實踐研究院總院輔導委員、教育委員、研究委員、秘書處處長
革命實踐研究院通訊研究部副主任
中國文化學院所長
國防研究院講座
正中書局董事
《中華日報》董事